# PIANO WIND (TK AMBIENT SELECTION)
『PIANO WIND 〜TK AMBIENT SELECTION〜』(ピアノ・ウインド・ティーケー・アンビエント・セレクション)は、小室哲哉の企画アルバムである。規格品番は、YRCN-11009。

## 解説
過去にリリースされた作品や書き下ろした新曲などをセレクトしたインストルメントアルバム。
ピアノをフィーチャーした小室哲哉のアルバム三部作のひとつとして制作され、他に「PIANO VOICE」、「PIANO globe」が同時発売されている。
また三部作と連動で小室哲哉がこれまでに書いた過去の作詞から詞のフレーズをセレクトした歌詞集「VOICE OF WORDS」が発売されている。

## 収録曲
- 全作曲 : 小室哲哉

1. FREEZE (DAVE FORD MIX)
原曲はFemale non Fictionのシングル「FREEZE」のタイトル曲。
2. FAR EASTERN WIND
書き下ろしの新曲。
3. LIFE OF VIBE (DAVE FORD MIX)
原曲はGABALLのアルバム「REPRESENT 01」の「LIFE OF VIBE」。
4. Precognition
原曲は小室哲哉 & Mr.マリックのアルバム「Psychic Entertainment Sound」の「Precognition -未来予知-」。
5. Astralprojection
原曲は小室哲哉 & Mr.マリックのアルバム「Psychic Entertainment Sound」の「Astralprojection -幽体離脱-」。
6. KINU NO MICHI YORI... (DAVE FORD MIX)
書き下ろしの新曲。同時期に「TK PRESENTS SYNTHESIZED TRANCE vol.2」でも同作品が発表されている。
7. RAKKA (Inspired from the motion picture 「天と地と」)
原曲はアルバム「天と地と」の「落花」。
8. T-Meditation
原曲は小室哲哉 & Mr.マリックのアルバム「Psychic Entertainment Sound」の「T・Meditation -超越瞑想-」。
9. grateful ambition
書き下ろしの新曲。
10. ambient lounge
原曲はシングルAIDA　決めてくれー！に収録。
11. WIND OF YOU (DAVE FORD MIX)
原曲はGABALLのアルバム「REPRESENT 01」の「WIND OF YOU」。

## クレジット
- Produced : 小室哲哉
- Piano, Keyboards : 小室哲哉
- New mixes : 小室哲哉, Dave Ford
- Art direction : 八木岡聡
- Design : Emi